# PDFCreator
PDFCreator és un programa alemany de codi obert, disponible en una versió gratuïta i tres versions de pagament (Professional, Server i Terminal Server), que permet a les aplicacions de Windows, convertir.fitxers imprimibles en fitxers PDFo en altres formats de fitxer d'imatges: .JPG, .PNG, .TIFF (cal configurar el tipus o "perfil" dins la gestió d'impressores),.mitjançant una impressora virtual..

## Funcionament
Aquesta conversió es fa mitjançant la impressora virtual PDFCreator. Els resultats obtinguts són documents en format PDF que, encara que no permeten mantenir actius els enllaços d'hipertext, són fidels a l'original.
PDFCreator té moltes opcions de configuració que us permeten canviar la mida del document creat o la versió d'Adobe Acrobat utilitzada per a la compatibilitat.
Exemple de fitxer generat per PDFCreator versió 0.8 ( font ) :  PDF fitxer generat.

## Característiques
El programa PDFCreator permet :
- Crear fitxers PDF des de qualsevol programa amb una funció d'impressió, en particular en formats PDF/A-1 (1b) i PDF/X (X-3:2002, X-3:2003 i X-4),
- Enviar els fitxers generats per correu electrònic
- Crear fitxers PNG, JPG, TIFF, BMP, PCX, PS i EPS
- Fusionar varis fitxers en un sol PDF (només versions antigues)
- Xifrar els PDF i protegir-los de l'obertura i la impressió.

### Protecció del document
Mitjançant les opcions accessibles des del monitor d'impressió, PDFCreator permet evitar que el document s'imprimeixi, prohibir la còpia de text i imatges o la seva modificació. És possible escollir dos tipus de contrasenya. Cal una paraula de pas per obrir el document i l'altre per canviar els permisos o la contrasenya.

## Polèmiques
El producte tendeix a evolucionar cap a pràctiques comercials controvertides.
Així, des de la versió 0.9.7 ( février 2009 ) conté programari publicitari opcional (codi tancat) que s'instal·la per defecte.
Des de la versió 2.2.0 (2015) es nega a instal·lar en un servidor Windows el servei d'escriptori remot del qual està activat en mode multiusuari (abans TSE ), i indica que s'ha d'utilitzar la versió comercial..
PDFCreator infringeix la llicència GPL en inserir codi no lliure.
El portal gratuït de parla francesa Framasoft recomana utilitzar CC Free PDF Converter, que també es comporta com una impressora PDF i és completament de codi obert.
A més, la comunicació que manté a la seva llicència és dubtosa : afirmant ser lliure utilitzant codi propietari, presentant la seva llicència principal com a GNU AGPL al seu lloc principal i el seu repositori a Github, però com a GNU GPLv3 a SourceForge.net.

## Projecte
El projecte PDFCreator està present a SourceForge.net.
PDFCreator 2.0 és una reescriptura completa de la branca anterior 1.7.x que es va escriure en Visual Basic.